# Janusz Radek
Janusz Dariusz Radek (ur. 6 kwietnia 1968 w Starachowicach) – polski piosenkarz i aktor występujący w teatralnych inscenizacjach muzycznych. Członek Akademii Fonograficznej ZPAV.

## Życiorys
Ukończył w 1987 II Liceum Ogólnokształcące im. Stanisława Staszica w Starachowicach. Jest absolwentem historii na Uniwersytecie Jagiellońskim. W 2012 został odznaczony Brązowym Krzyżem Zasługi.
Występuje z recitalami:
- Królowa Nocy – 2003
- Serwus Madonna – 2004
- Dom za miastem – 2005
- La dolce NRD – 2006
- Dziękuję za miłość – 2007
- Dziwny ten świat – opowieść Niemenem – 2009
- Koncert na głos i ręce – 2009
- Gdzieś-po-między – 2010
- Z ust do ust – 2012
- Serwus do jutra – 2014
- Poświatowska/Radek – 2015
- Popołudniowe przejażdżki – 2015

Role w spektaklach muzycznych:
- Jesus Christ Superstar – Teatr Rozrywki (Chorzów) w 2000
- Opowieści Jedenastu Katów – Teatr Ludowy w Krakowie w 2000
- Sen nocy letniej – Teatr Muzyczny w Gdyni w 2001
- Berlińska rewia kabaretowa – Teatr Ludowy w Krakowie w 2002
- Opera za trzy grosze i Gorączka – Teatr Muzyczny „Capitol” we Wrocławiu w 2002
- Zakochany Paryż – Kieleckie Centrum Kultury w 2008
- Jerry Springer – The Opera – Teatr Muzyczny „Capitol” we Wrocławiu w 2012

Karierę rozpoczynał od śpiewania poetyckiego – komponował piosenki do tekstów Bolesława Leśmiana, Leopolda Staffa i E.E Cummingsa. W latach 1994–1995 współtworzył krakowski kabaret Zielone Szkiełko. W latach 90. śpiewał w zespołach – punkrockowym Gównoprawda i rockowych: Moonwalker, Obcy, Jutro oraz Zanderhaus. Od 1999 często występuje w spektaklach teatralno-muzycznych.
Nagrał piosenki (w tym tytułową) do polskiej wersji pierwszej serii anime Pokémon i piosenkę do dobranocki O rety! Psoty Dudusia Wesołka.
Zagrał rolę Krzysztofa Kamila Baczyńskiego w fabularyzowanym dokumencie Do potomnego w reż. Antoniego Krauzego.
W 2003 za wykonanie utworu z repertuaru Czesława Niemena „Dziwny jest ten świat” otrzymał nagrodę dziennikarzy na 40. Krajowym Festiwalu Piosenki Polskiej w Opolu. W 2004 z utworem „Pocztówka z Avignon” zajął piąte miejsce w Krajowych Eliminacjach do 49. Konkursu Piosenki Eurowizji.
Był jednym z solistów Tryptyku Świętokrzyskiego (oratoria Świętokrzyska Golgota, Tu es Petrus i Psałterz wrześniowy) Zbigniewa Książka i Piotra Rubika.

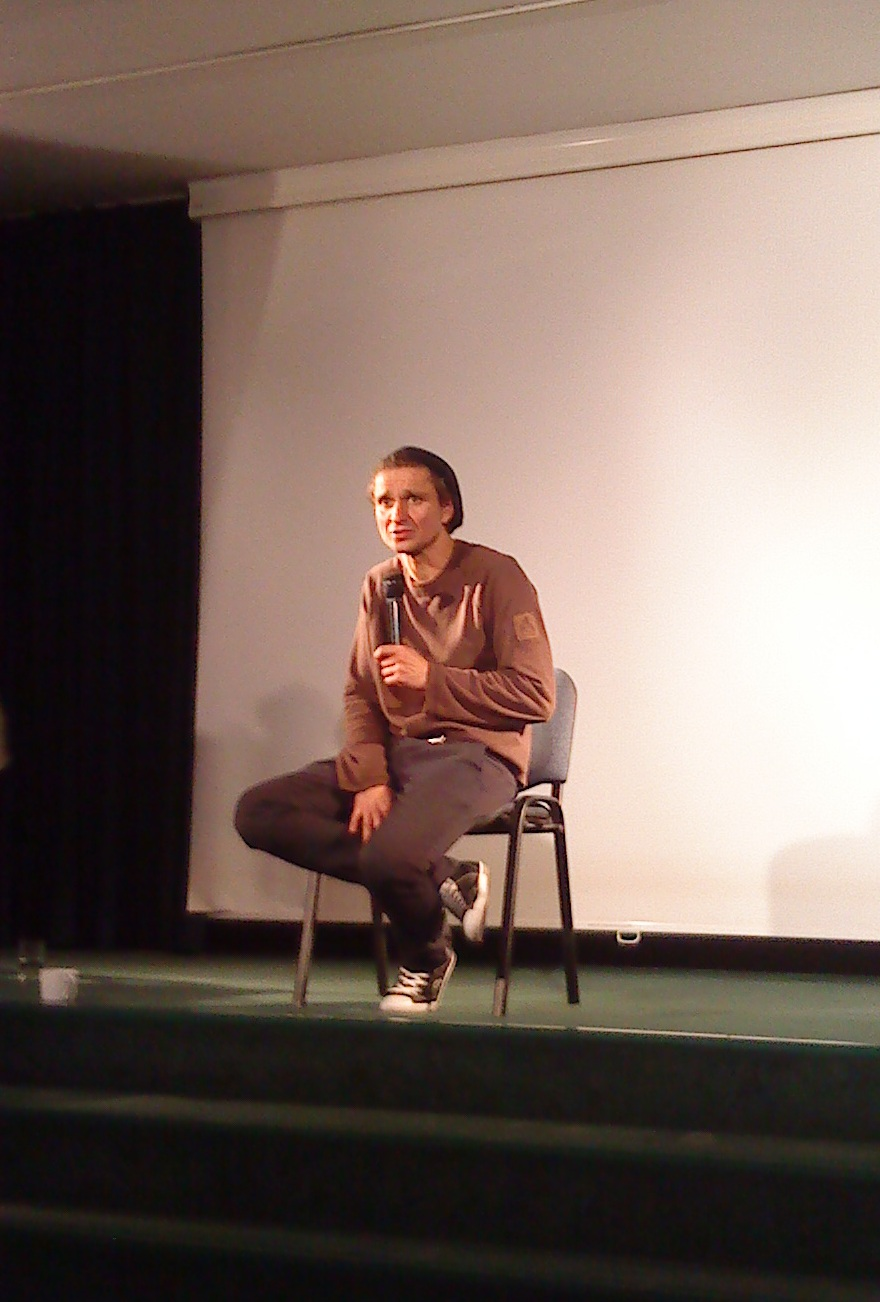
Radek podczas w VII Liceum Ogólnokształcącego im. Zofii Nałkowskiej w Krakowie (2012)

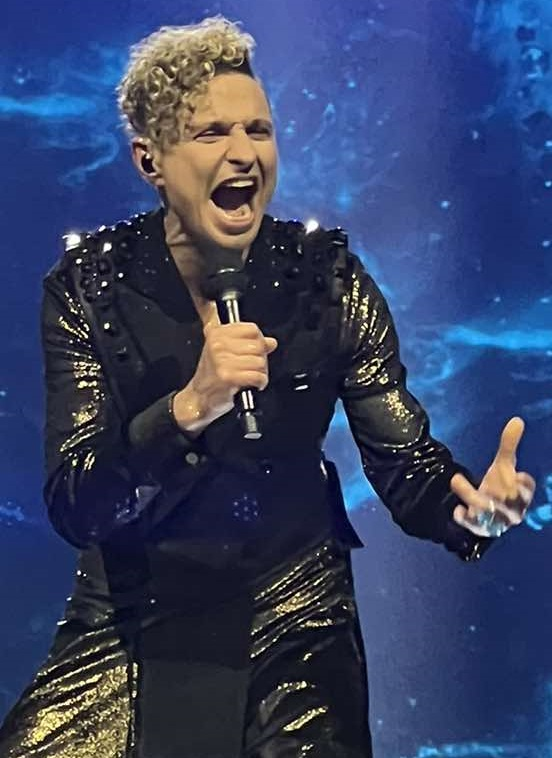
Radek w programie w Wielki Finał Polskich Kwalifikacji do Konkursu Piosenki Eurowizji 2025

Jest często zapraszany do udziału w koncertach okolicznościowych, na których wykonuje jednorazowo specjalnie przygotowane utwory lub covery znanych piosenek, m.in.:
- Kombinat – 2002 PPA Wrocław (piosenki Republiki)
- 40 piosenek na 40-lecie – 2003 KFP Opole
- Skaldowie i ich goście – 2003 MFP Sopot
- Tańcz mnie po miłości kres – 2003 SFP Kraków (piosenki Leonarda Cohena)
- Anioły Europy – 2004 Wrocław
- Trzymaj się swoich chmur – 2004 PPA Wrocław (piosenki Seweryna Krajewskiego)
- 60. rocznica wybuchu Powstania Warszawskiego – 2004 Warszawa
- Pejzaż mój kochany – 2005 PPA Wrocław (piosenki Romana Kołakowskiego)
- Mysterium Iniquitatis – 2005 Wrocław
- Tańczące Eurydyki – 2005 Zielona Góra (piosenki Czesława Niemena)
- Requiem pro pace – 2006 Wrocław
- Zakochani w Krakowie – 2007 Kraków
- Niemen w naszej pamięci – 2007 Opole
- 63 fotografie – 2007 Warszawa
- Muzykanty wielkiego pola – 2008 PPA Wrocław (z Kapelą ze Wsi Warszawa)
- Dobre bo (o)polskie – 2008 KFPP Opole
- Pejzaż horyzontalny – 2008 OSZŚP Olsztyn (piosenki Wiesława Dymnego)
- Oratorium Niepołomickie Amabilis – 2008 Niepołomice
- Nobel 83. Pro memoria – 2008 Warszawa
- Określona epoka – Index'68 – 2008 SFP Kraków
- Gra szklanych paciorków – 2009 PPA Wrocław
- Ludzie z marmuru – 2009 Kraków (widowisko z okazji 60-lecia Nowej Huty)
- 100 lat Opery Leśnej – 2009 Sopot (w ramach festiwalu Top Trendy)
- Cała jesteś w skowronkach – 2009 Kraków (piosenki Leszka Aleksandra Moczulskiego)
- Pejzaż bez Ciebie – 2009 Bydgoszcz (piosenki Czesława Niemena)
- Sabat czarownic – 2010 Kielce (koncert promocyjny województwa świętokrzyskiego)
- Kowalska/Ciechowski i goście – 2011 KFPP Opole (piosenki Republiki)

Współpracował z Piotrem Zanderem, Andrzejem Mogielnickim, Zbigniewem Preisnerem, Leszkiem Możdżerem, Piwnicą Pod Baranami, Łukaszem Czujem, Piotrem Rubikiem, Mateuszem Pospieszalskim oraz Robertem Kasprzyckim.
Jesienią 2022 zajął trzecie miejsce w finale 17. edycji programu rozrywkowego telewizji Polsat Twoja twarz brzmi znajomo. 14 lutego 2025 z utworem „In Cosmic Mist” zajął siódme miejsce w finale polskich eliminacji do 69. Konkursu Piosenki Eurowizji.

## Życie prywatne
Ma żonę Beatę oraz dwie córki: Zuzannę i Anielę. Mieszka w Lednicy Górnej.

## Nagrody

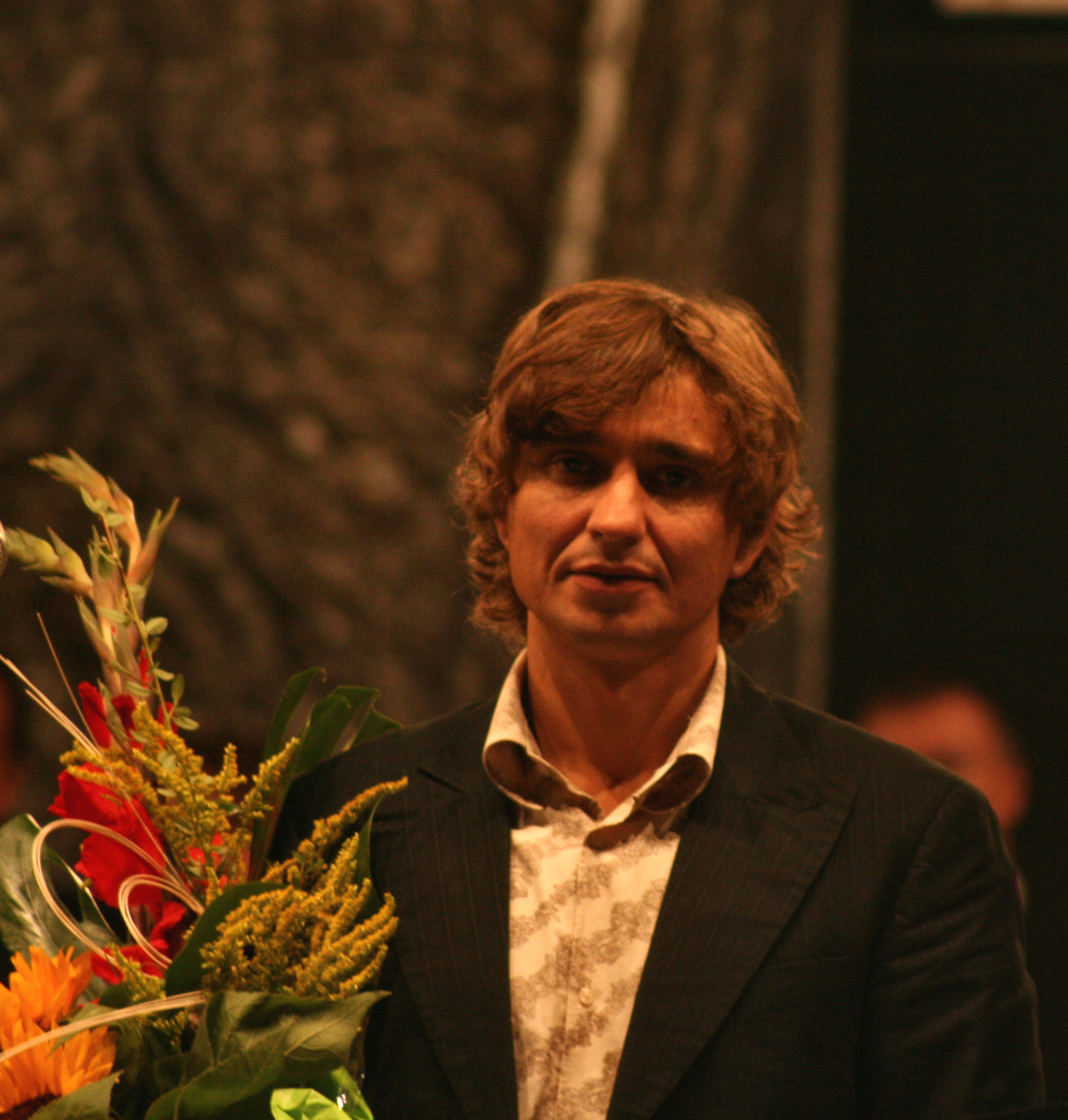
Radek w Jeleniej Górze (2006)

- 1990 – Lira Orfeusza (I nagroda) XVII Ogólnopolskich Spotkań Zamkowych „Śpiewajmy Poezję”, Olsztyn
- 1992 – III nagroda Studenckiego Festiwalu Piosenki, Kraków
- 2001 – Złota Maska za rolę Judasza w Jesus Christ Superstar
- 2003 – Grand Prix, Nagroda Publiczności i Nagroda Dziennikarzy XXIV Przeglądu Piosenki Aktorskiej, Wrocław
- 2003 – nagroda dziennikarzy za wykonanie utworu Czesława Niemena „Dziwny jest ten świat” podczas koncertu „40 na 40” Krajowego Festiwalu Piosenki Polskiej, Opole
- 2004 – tytuł najlepszego spektaklu muzycznego sezonu 2003/2004 przyznany przez magazyn Teatr (Królowa Nocy)
- 2004 – nominacja do nagrody Fryderyki w kategorii wokalista i płyta poetycka (Serwus Madonna)
- 2007 – 1. miejsce na Festiwalu TOP Trendy za najlepiej sprzedający się album i Superjedynka w kategorii Płyta pop (Psałterz wrześniowy) oraz Superjedynka publiczności w Opolu – dla solistów oratoriów
- 2008 – finałowa trójka konkursu Superjedynki w kategorii Płyta roku (Dziękuję za miłość)

## Dyskografia

### Albumy solowe
| 2004                           | Królowa Nocy - Data: 22 marca 2004 - Wydawca: Magic Records/Universal Music Polska                                           | 5  | - złota płyta       |
| 2004                           | Serwus madonna - Data: 25 października 2004 - Wydawca: Magic Records/Universal Music Polska                                  | 10 |                     |
| 2007                           | Dziękuję za miłość - Data: 26 października 2007 - Wydawca: Magic Records/Universal Music Polska                              | 9  | - ZPAV: złota płyta |
| 2009                           | Dziwny ten świat opowieść Niemenem i Jeszcze bliżej - Data: 28 września 2009 - Wydawca: Magic Records/Universal Music Polska | 6  | - ZPAV: złota płyta |
| 2010                           | Gdzieś-po-między - Data: 11 października 2010 - Wydawca: Magic Records/Universal Music Polska                                | 13 |                     |
| 2011                           | Dom za miastem - Data: 4 lutego 2011 - Wydawca: Dolnośląskie Stowarzyszenie Artystyczne                                      | –  |                     |
| 2012                           | Z ust do ust - Data: 6 marca 2012 - Wydawca: Magic Records/Universal Music Polska                                            | 12 |                     |
| 2015                           | Popołudniowe przejażdżki - Data: 16 października 2015 - Wydawca: Magic Records                                               | –  |                     |
| 2017                           | Poświatowska/Radek – Kim Ty jesteś dla mnie - Data: 9 maja 2017 - Wydawca: Viproom/Universal Music Polska                    | 46 |                     |
| „–” pozycja nie była notowana. | |    |                     |

### Notowane utwory
| 2004                           | „Pocztówka z Avignon”                                        | 22 | –  | –  | Królowa Nocy                         |
| 2006                           | „Psalm dla Ciebie” (Piotr Rubik Feat. Małgorzata Markiewicz) | 11 | 2  | –  | Psałterz wrześniowy                  |
| 2007                           | „Dobro”                                                      | 18 | –  | –  | Dziękuję za miłość                   |
| 2008                           | „Kiedy u... kochanie”                                        | 2  | 1  | 1  | Dziękuję za miłość                   |
| 2008                           | „Malowany chłopak”                                           | 40 | –  | 30 | Dziękuję za miłość                   |
| 2009                           | „Co dzień”                                                   | –  | 7  | 7  | Dziwny ten świat – opowieść Niemenem |
| 2009                           | „Dziwny jest ten świat” (live)                               | –  | –  | 13 | Dziwny ten świat – opowieść Niemenem |
| 2012                           | „Ukochana żegnam Cię”                                        | –  | 45 | –  | Z ust do ust                         |
| „–” pozycja nie była notowana. |                                                              |    |    |    |                                      |

### Inne
- 28. Studencki Festiwal Piosenki – Poker 1992 r.
- Zielona Cytryna – AIA Cytryna 1996 r.
- Idą święta. Kolędy Zielonego Szkiełka
- Zielone Szkiełko przedstawia
- 36 i 6 (z zespołem Zanderhaus) – Rubicon 1997 r.
- Pokémon – Złap je wszystkie – KOCH Poland 1999 r.
- Opowieści Jedenastu Katów – Luna Music 2001 r.
- Głosy – Plus GSM 2001 r.
- Laureaci Przeglądu Piosenki Aktorskiej we Wrocławiu 1976 – 2003 vol. 1 – Pomaton EMI 2003 r.
- Grupa Apokryficzna – 2003 r.
- Tu Es Petrus – Magic Records 2005 r.
- Świętokrzyska Golgota – Magic Records 2006 r.
- Psałterz wrześniowy – Magic Records 2006 r.
- Zakochani w Krakowie – DVD 2007 r.
- Muzykanty wielkiego pola – DVD 2009 r.
- Flower Power – Polskie Radio 2009 r.
- Cudowny świat – EMI Music Poland 2010 r.
- Kto ty jesteś? Czyli adresaci (DVD i CD) – Agencja Artystyczna MTJ 2011
- Zwierzaki – Faceci dla dzieci – Magic Records 2013
- Krajobraz rzeczy pięknych – Zaszafie.pl 2013